# ロールス・ロイス・シルヴァークラウド

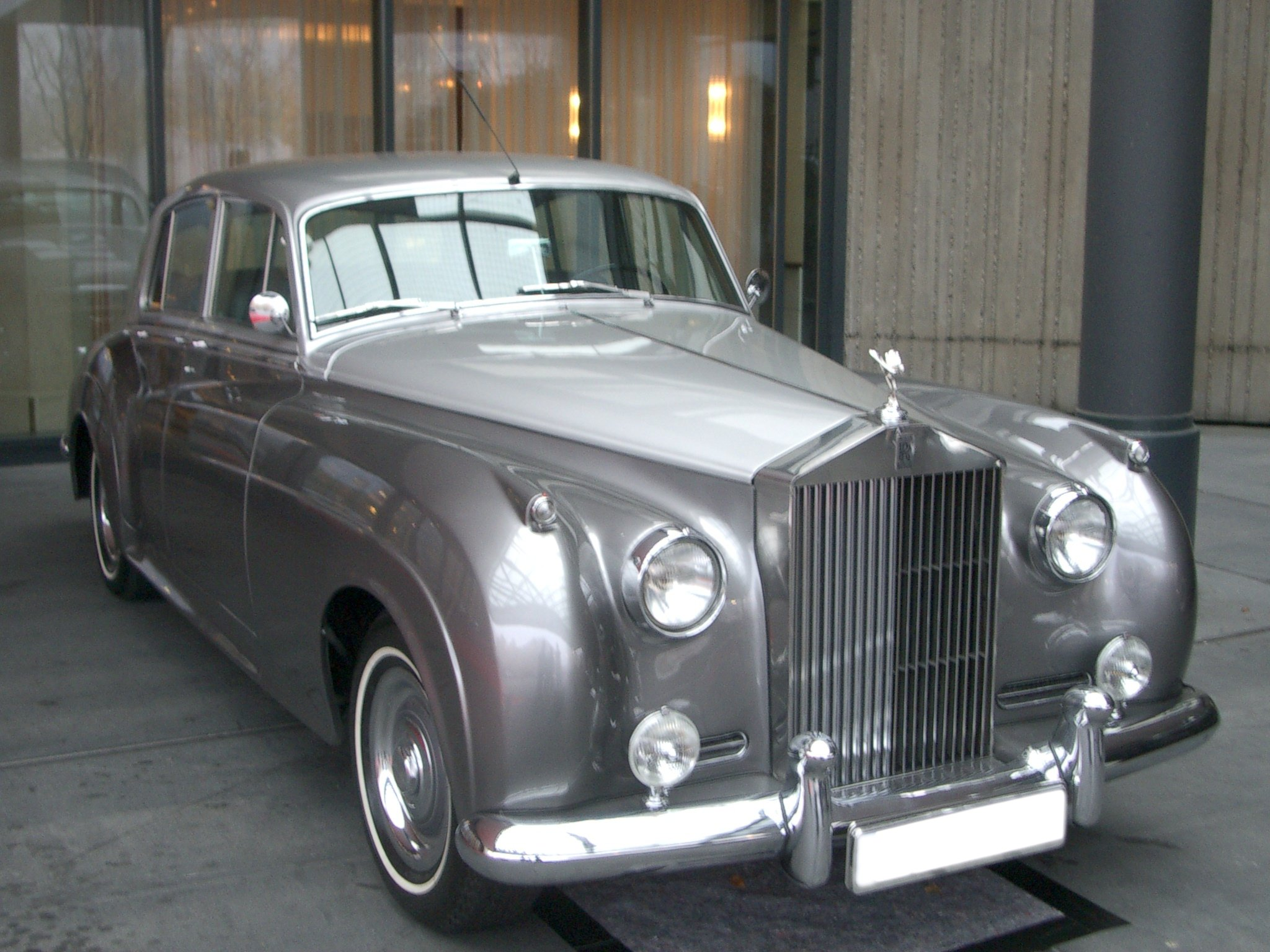
シルヴァークラウド

シルヴァークラウド（Silver Cloud ）はイギリスの自動車メーカーであるロールス・ロイスが1955年4月から1966年に製造した高級車である。
同時発売されたベントレー・Sタイプとは兄弟車であり、ここからエンジンも全く同じとなり、違いはコーチワークのみになった。
シルヴァードーンの後継としてフルモデルチェンジを受け1955年に発売された。

## シルヴァークラウドI

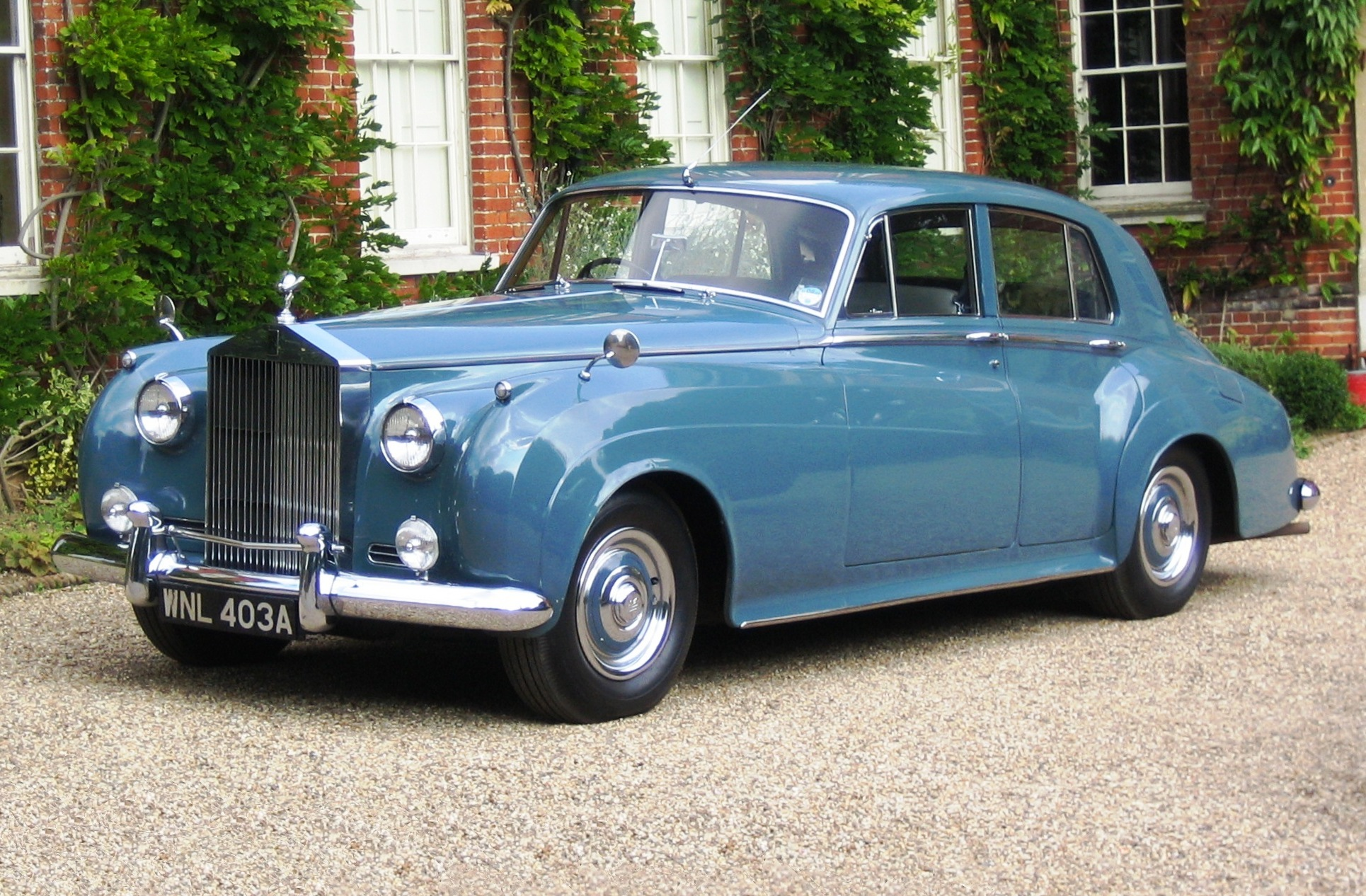
シルヴァークラウドI

シルヴァーレイスの4,887ccエンジンをベースに圧縮比を7.25に上げ、スキナーズ・ユニオン製ツインキャブレターをツインで装備した。シリンダーヘッドをアルミニウム製、吸気ポートを独立式に変更され、クランクシャフトをバランスウェイト一体型へ一新、これによりロールス・ロイスの6気筒エンジンとしては究極の形式となった。
フレームはオーソドックスなラダー型ながらクロスメンバーの配置を全面的に見直した新設計で、ホイールベースは123in。
4ATを標準装備するなどメカニカルなコンポーネントはほとんどシルヴァーレイスからの流用。サスペンションはメカニズムに多少の強化が行なわれたが基本的にシルヴァードーンからの流用である。マニュアルトランスミッションの設定はなくなった。
ブレーキはホイール小径化に伴いドラム径が12¼inから11¼inに縮小されたため幅を2¼inから3inに拡大し、ドラム表面積は22％増えた。前が油圧、後がハイドロメカニカルで、メカニカルサーボ付き。前サーボ100％、後サーボ60％ペダル踏力40％。制動力配分は前1.23:後1。
ボディーはフェンダーがボディーと一体化、トランクルームもボディの一部となる等大幅に近代化された。重量は燃料約22.7リットルを入れて1,920kgあるが最高速度は170km/h、SS¼マイル18.8秒、0-100mph50.6秒である。
1956年にパワーステアリングがオプション設定された。
1957年対米輸出仕様から圧縮比が8に上げられ、これは後に全仕様共通となった。また127inのロングホイールベース版が追加され、同時にパワーステアリングが標準化された。
名称は、登場時には単に「シルヴァークラウド」であったが、シルヴァークラウドIIへのモデルチェンジ後に「シルヴァークラウドI]」と呼ばれるようになった。
生産台数は2,259台でうちコーチビルド仕様が156台。

## シルヴァークラウドII

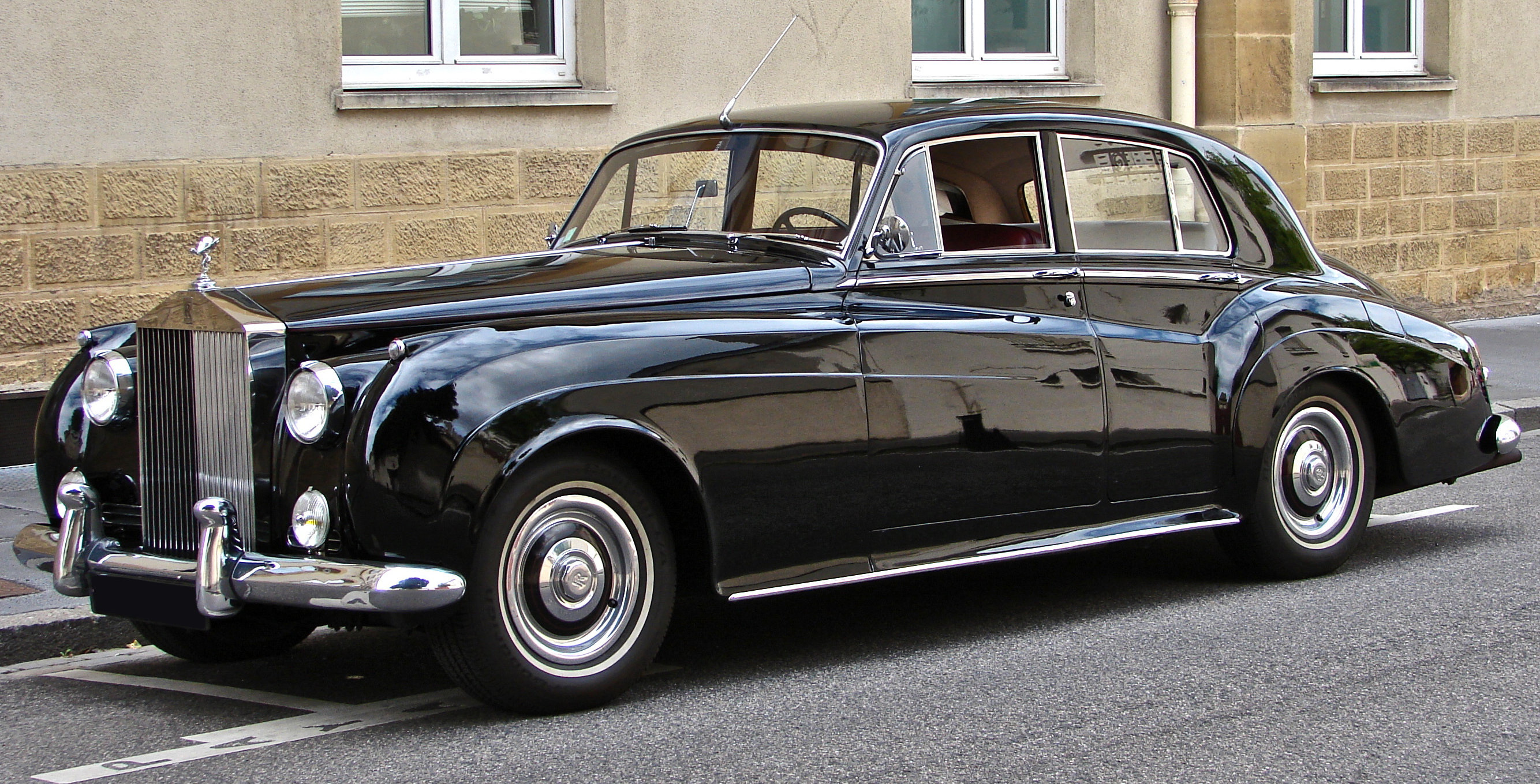
シルヴァークラウドII

1959年秋に変更を受けシルヴァークラウドIIとなった。
最大の変更点であるエンジンは全アルミニウム製のV型8気筒OHV、内径φ4.1in=約104.14mm×行程3.6in=約91.44mmの6,230ccで、非常に強力かつ柔軟な特性になった。ロールス・ロイス製のV型8気筒自動車用エンジンは試作に終わったV8レガリミット以来である。圧縮比は8。スキナーズユニオン製自動チョーク付きツインキャブレターHD6を装備した。出力は「充分」（Enough ）としか発表されないが車載200hp前後との推定がある。
ただしボディには特に変更はなく、冷房機の組み込みを前提に換気装置が設計され直した程度である。重量は標準サルーンで2,069kgに増え、ファイナルは3.08に引き上げられたため、最高速度は185km/h、SS¼マイル18.2秒、0-100mph38.5秒に向上した。
生産台数は2,716台でうちコーチビルド仕様が147台。

## シルヴァークラウドIII

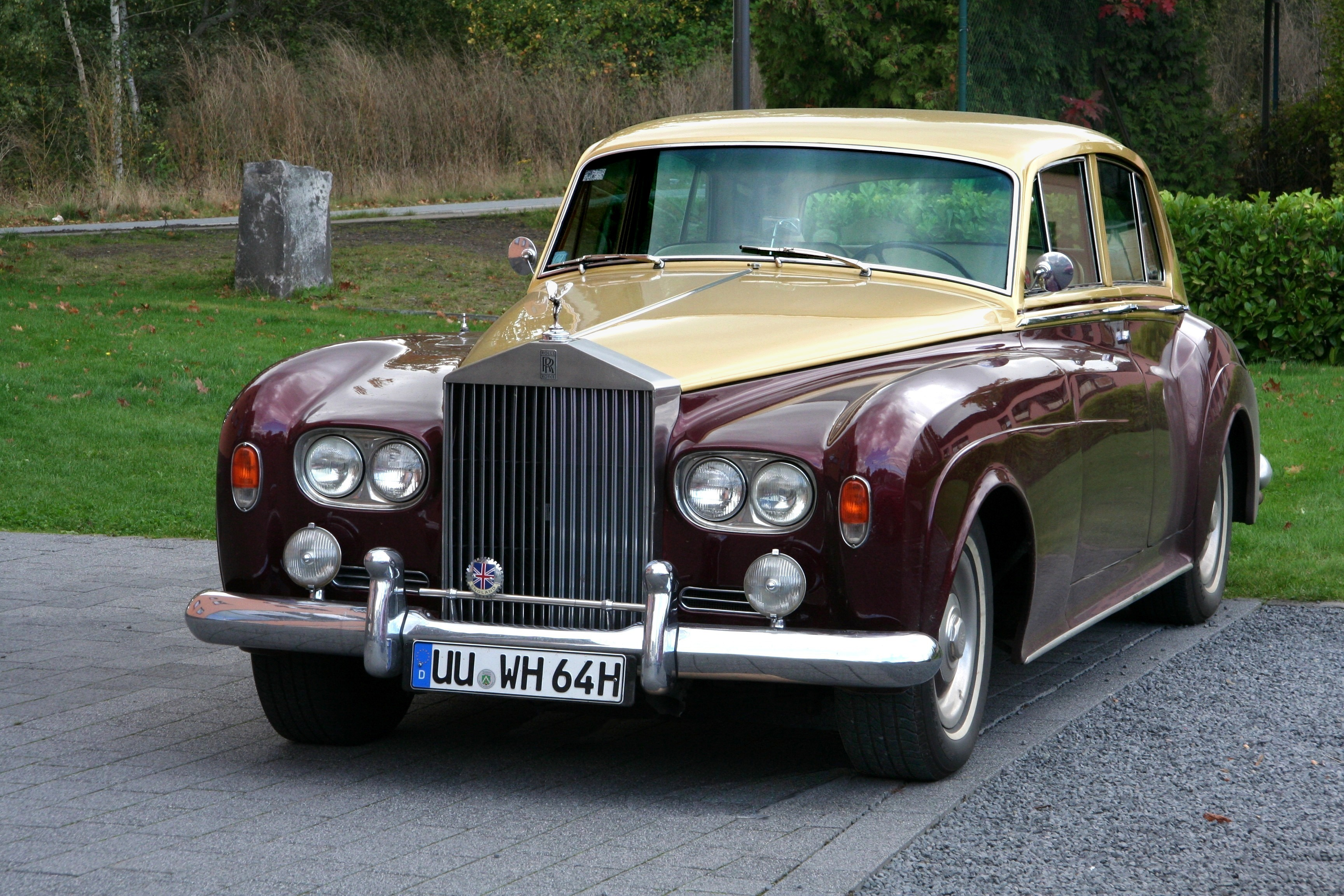
シルヴァークラウドIII

1962年、主にボディが変更されシルヴァークラウドIIIとなった。メカニカルな部分の変更は真空進角ディストリビューターを採用、100オクタンのハイオクガソリンを前提とし圧縮比は9に上げられ、キャブレターが2inのHD8に大径化され、パワーステアリングが改良された。この結果7％出力が向上したとされ、すなわち前型が200hpとすれば214hpである。これに対応するためクランクシャフトは窒化処理され、ガジョンピンが大径化された。臭気の漏れを防ぐため密閉ダクトで吸気に還流させるクランクケースベンチレーションを装備した。

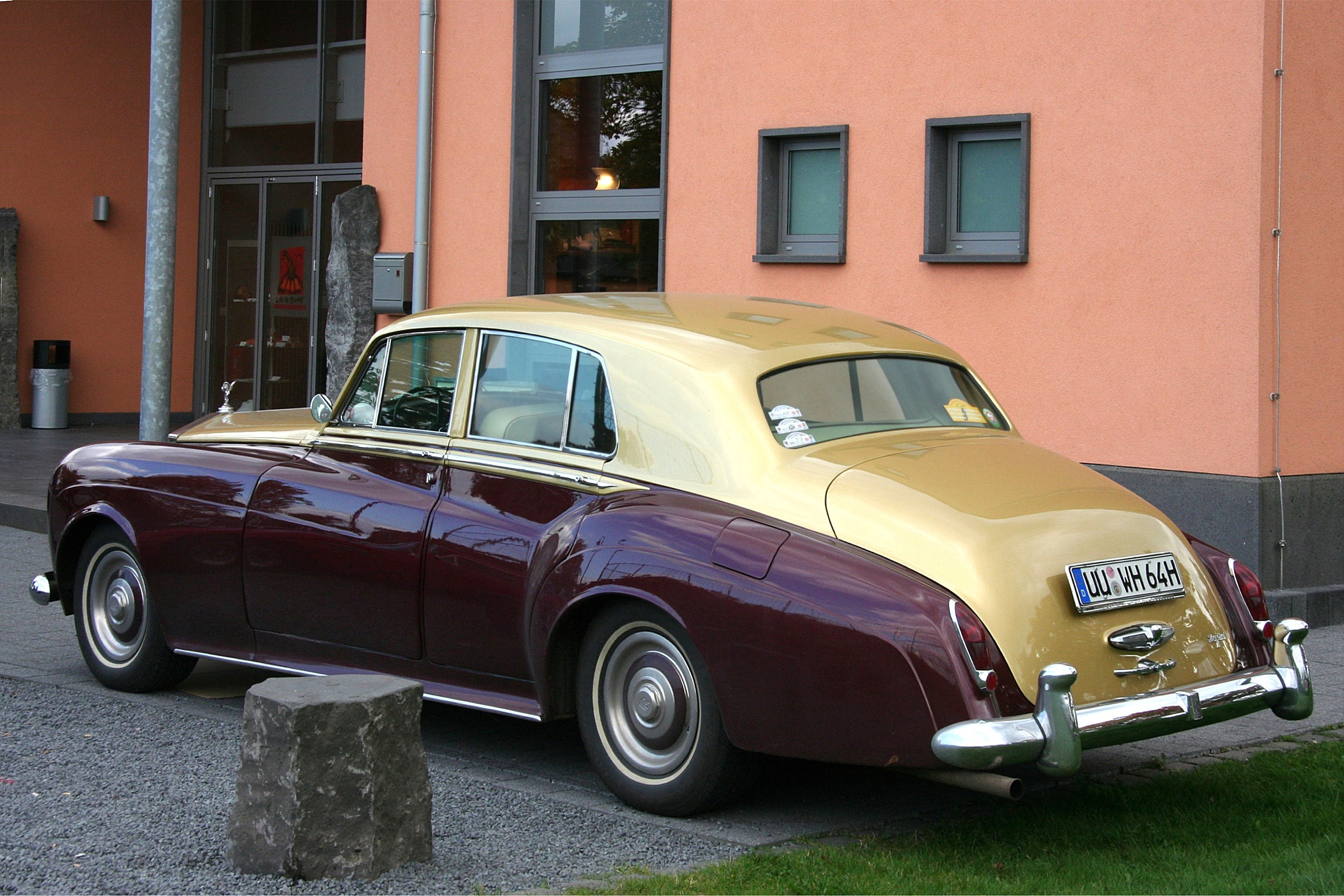
シルヴァークラウドIII

ボディには大きな変更が加えられており、ヘッドライトは4灯式が採用され、ラジエターグリル小型化され（1.5in低くなった）、フロントフェンダーもデザインが変更されている。方向指示器と車幅灯が組み込まれたフロントフェンダーのデザインは、後継車種などにも引き継がれた。
出力向上で最高速度は188km/h、SS¼マイル17.7秒、0-100mph34秒に向上した。
生産台数は2,297台でうちコーチビルドが375台。後継はシルヴァーシャドウ。